# Oligia albiluna
Oligia albiluna är en fjärilsart som beskrevs av Igor Kozhanchikov 1929. Oligia albiluna ingår i släktet Oligia och familjen nattflyn. Inga underarter finns listade i Catalogue of Life.